# جائحة فيروس كورونا في سنغافورة 2019–20
جائحة فيروس كورونا في سنغافورة 2019–20 هي جزء من الجائحة العالمية التي سببها فيروس كورونا المستجد (SARS‑CoV‑2). بدأت الجائحة في سنغافورة يوم 23 يناير 2020، مع تسجيل أول حالة مؤكدة قادمة من ووهان، الصين.

## التفشي المبكر والإجراءات الحكومية
أعلنت الحكومة السنغافورية عن إجراءات احترازية فورية، شملت:
- فحص درجات الحرارة في جميع المنافذ الحدودية.
- عزل المرضى ومتابعة المخالطين.
- رفع مستوى التأهب إلى المستوى "البرتقالي" ضمن نظام DORSCON.

## "المكابح الدورية" (Circuit Breaker)
أعلنت الحكومة في 3 أبريل 2020 عن تطبيق إغلاق جزئي يسمى "Circuit Breaker"، بدأ في 7 أبريل واستمر حتى 1 يونيو، وتضمن:
- إغلاق المدارس ومعظم المؤسسات.
- حظر التجمعات.
- فرض ارتداء الكمامات في الأماكن العامة.
- تقنين دخول المحلات استنادًا إلى أرقام الهويات الوطنية.

## التحديات والانتقادات
رغم نجاح سنغافورة في إبقاء معدلات الوفاة منخفضة، واجهت انتقادات بسبب:
- تفشي واسع للفيروس في مساكن العمال الأجانب.
- تكدّس المساكن وسوء التهوية ساهم في تفشي العدوى داخلها.

## الاقتصاد والدعم الحكومي
أطلقت الحكومة حزم دعم اقتصادي بقيمة **55 مليار دولار سنغافوري** شملت:
- دعم الأجور.
- منح طوارئ للأسر المتضررة.
- تمويل الشركات الصغيرة والمتوسطة.

## الابتكار والتقنية
أطلقت الحكومة تطبيق TraceTogether لتتبع المخالطين، وقد ساعد بشكل فعّال في:
- تقليل زمن تعقب الحالات.
- عزل المصابين بسرعة.

وصلت نسبة استخدام التطبيق إلى أكثر من 90% من السكان بحلول 2021.

## الإحصاءات (حتى مايو 2020)
- الحالات المؤكدة: 17,101
- الوفيات: 16
- حالات الشفاء: أغلب الحالات
- الوفيات لكل مليون: من الأدنى عالميًا

## الدروس المستخلصة
- أظهرت سنغافورة نموذجًا في التعامل المبكر، معتمدًا على البيانات والشفافية.
- أكدت الأزمة أهمية تحسين ظروف العمالة الوافدة ضمن خطط الصحة العامة.